# Osteschleifen zwischen Kranenburg und Nieder-Ochtenhausen
Osteschleifen zwischen Kranenburg und Nieder-Ochtenhausen este o arie protejată (sit de importanță comunitară — SCI) din Germania întinsă pe o suprafață de 49,55 ha, integral pe uscat.

## Localizare
Centrul sitului Osteschleifen zwischen Kranenburg und Nieder-Ochtenhausen este situat la coordonatele 53°33′33″N 9°09′47″E / 53.5592°N 9.1631°E.

## Înființare
Situl Osteschleifen zwischen Kranenburg und Nieder-Ochtenhausen a fost declarat sit de importanță comunitară în ianuarie 2005 pentru a proteja 3 specii de animale.

## Biodiversitate
Situată în ecoregiunea atlantică, aria protejată nu include niciun habitat protejat.
La baza desemnării sitului se află mai multe specii protejate de  pești (3): Lampetra fluviatilis, Petromyzon marinus, somonul (Salmo salar).